# Holger Hansen (forfatter)
 Der er flere personer med dette navn, se Holger Hansen.
Holger Hansen (27. februar 1932 i København – 7. juni 2010) var en dansk forfatter.
Holger Hansen havde sin debut med romanen Zygotos i 1963.

## Hæder
- 1964 Statens Kunstfond. Produktionspræmie (uden ansøgning) for Zygotos.

## Ekstern henvisning
- Holger Hansen – en minutbiografi Arkiveret 4. marts 2016 hos  Wayback Machine

## Note
1. ↑  Litteraurpriser